# Apus sladeniae
Apus sladeniae е вид птица от семейство Бързолетови (Apodidae).

## Разпространение
Видът е разпространен в Ангола, Камерун и Нигерия.